# NK GOŠK Dubrovnik
NK GOŠK bivši je hrvatski nogometni klub iz grada Dubrovnika, Dubrovačko-neretvanska županija. 
 
Godine 2015. spojio se s klubom HNK Dubrovnik 1919 u  NK "GOŠK – Dubrovnik 1919".

## Ime
Gruški Omladinski Športski Klub ime je dobio prema dubrovačkoj gradskoj četvrti Gružu.

## Povijest
Gruški Omladinski Športski Klub Dubrovnik nastao je 1919., bio je 4 godine član 1. HNL. Marquis Luko de Bona bio je predsjednik nogometnog kluba GOŠK od 1922 do 1925.
Klupske boje 1932. bile su modra i bijela.
Početkom 1980-ih godina provodi se "fuzija" "GOŠK"-a s gradskim rivalom NK "Jugom". Za boju dresa izabiru bijelu umjesto dotadašnjih – plavog, odnosno crvenog dresa. Klub uzima ime "GOŠK-Jug", te se pod tim imenom natječe sve do osamostaljenja Hrvatske i ulaska u tadašnju 1. ligu.
Prve godine postojanja novoformirani GOŠK – Jug izborio je plasman u tadašnju 2. ligu – Zapad. Pobjedom u posljednjem kolu nad sastavom Zagrebačkih plavih rezultatom 9:0 preskočili su izravnog suparnika – momčad Varteksa iz Varaždina. Sudionici 2. lige bili su kroz cijele '80-e.godine. Tada je bio se zajedno s još dva hrvatska drugoligaša, Šibenikom i Splitom u igri za ulazak u 1. jugoslavensku nogometnu ligu. Klub je tada bio najjači u svojoj povijesti.
Sezone 1990./1991. završili su na 16. mjestu 2. lige, s istim brojem bodova kao i Sloboda koja je bila bolje gol-razlike. GOŠK Jug (Dubrovnik), Iskra (Bugojno), Leotar (Trebinje) i Borac (Čačak) ispali su u niže lige, a trećih liga u drugu su ušli Zadar, Bečej, Čelik (Zenica) i Balkan Stokokomerc (Skopje). Za GOŠK-Jug te su godine igrali Milan Petrović (35 utakmica i 4 gola), Alen Peternac (17 utakmica i 2 gola) te Zoran Mamić (3 utakmice).[nedostaje izvor]
GOŠK se prigodom osamostaljivanja Hrvatske udružio s klubom sugrađaninom Dubrovnikom i tada je nastupao u 1. HNL.
Prva godina sudjelovanja u 1. HNL je bila po mnogočemu neobična za hrvatsku, ali i nogometnu povijest ovog kluba. Klub svoje domaće susrete nije igrao u Dubrovniku, zbog nesigurnih uvjeta za održavanje utakmice. Naime, zbog srpsko-crnogorske agresije, iznenadni topnički napadi na grad nisu bili rijetkost, a stalna mogućnost pješačkih i mornaričkih napada na grad s područja BiH i Crne Gore (onda SR Jugoslavije), rizik dulje prometne odsječenosti je stalno bio nazočan. Dubrovački klub je onda svoje domaće utakmice igrao na raznim terenima, među ostalim i u Blatu na Korčuli (na igralištu "Zlinje"). Klub je nanizao nekoliko poraza, čvrsto na dnu ljestvice i već je nakon 9 kola otpisan. "Dubrovnik" je onda preuzeo Luka Bonačić i velikom serijom neriješenih rezultata podigao klub s dna ljestvice, osiguravši mu opstanak u 1. ligi. Neobičnost svega ovog je u tome što su ti neriješeni rezultati mahom bili 0:0, tako da je klub s vrlo malo postignutih pogodaka opstao u ligi. Ovaj uspjeh s Dubrovčanima je Luku Bonačića stavio u pozornost nogometnog svijeta, ukazavši na njegove trenerske potencijale.
U 1. HNL su se Dubrovčani zadržali 4 godine, a zatim je ujedinjeni klub polako tonuo prema dnu hvatskog nogometa. Predsjednik Pero Vićan je tada osnovao novi klub koji je uzeo ime "GOŠK 1919" koji je polako napredovao te se kroz niže rangove natjecanja u sezoni 2000/2001. uspio domoći 2. HNL-Jug, gdje se zadržao do kraja sezone 2004/05. kada je bio pretposljednja momčad te lige. Nakon toga su uslijedile kvalifikacije za opstanak u kojima je prvo nadigrao velikog rivala NK Konavljanin, da bi potom od njega bolji bio NK Karlovac.
Sezonu 2005./06. je završio na prvom mjestu 3. HNL – Jug s velikom prednosti. Radi nemogućnosti odigravanja utakmice za plasman u 2. HNL na svom stadionu morao je igrati u Imotskom, a protivnik mu je bila NK Moslavina koja je u prvom susretu u Kutini slavila s 1:0, dok je u uzvratu u Imotskom GOŠK pobijedio, ali rezultatom 2:1 koji nije bio dovoljan za osiguranje plasmana u 2. HNL. 
U sezoni 2006./07. GOŠK je napustio veliki broj igrača koji su sezonu prije osvojili naslov prvaka pa se klub morao zadovoljiti plasmanom u donjem dijelu tablice. Dokaz GOŠK-ove nemoći je samo jedan postignut pogodak na gostovanjima tijekom cijele sezone, a pri tom nisu uspjeli osvojiti niti jedan gostujući bod, no uz sve domaće pobjede GOŠK je ipak uspio opstati u ligi.
U idućim sezonama GOŠK je "životario" forsirajući pretežno mlade igrače iz svoje omladinske škole, prvenstveno zbog nemogućnosti plasmana u viši stupanj natjecanja i nedostatka uvjeta za njega.
U sezoni 2012./13. GOŠK je napravio značajan uspjeh u Hrvatskom nogometnom kupu došavši do četvrtfinala gdje je zaustavljen od Lokomotive. U prvoj utakmici odigranoj na Lapadu Lokomotiva je slavila s 1:0, dok u uzvratu na Maksimiru nije bilo pogodaka. Prethodno je GOŠK u pretkolu bez borbe prošao Jedinstvo iz Nedešćine koje je odustalo od natjecanja, u 1/16 finala je nakon jedanaesteraca bio bolji od drugoligaša Šibenika da bi u 1/8 finala nakon produžetaka bio bolji od Nedelišća. U četvrtfinalu ždrijeb je GOŠK spojio s prvoligašem Lokomotivom koja se pokazala kao prejak suparnik, no i ovako je to najveći uspjeh GOŠK-a u njegovoj novijoj povijesti.
U sezoni 2014./15. NK GOŠK zauzeo je posljednje mjesto u 3. HNL – Jug te tako iduću sezonu proveo u četvrtom rangu, 1. županijskoj nogometnoj ligi, gdje su uvjerljivo došli do naslova prvaka te se ubrzo i vratili u Treću HNL. U ljeto 2016. godine došlo je do fuzije između GOŠK-a i HNK Dubrovnik 1919 u novi NK GOŠK – Dubrovnik 1919, koji se od tada natječe u Trećoj HNL – Jug.

## Uspjesi

### u Hrvatskoj
3. HNL – Jug
- prvak: 2000./01., 2005./06.

1. ŽNL Dubrovačko-neretvanska
- prvak: 1998./99.

Županijski nogometni kup Dubrovačko-neretvanske županije
pobjednik: 2003./04., 2011./12., 2013./14.

### za vrijeme SFRJ / FNRJ

#### GOŠK
Hercegovačka zona / III. zonska liga BiH
- prvak: 1960./61., 1966./67., 1967./68.
- drugoplasirani: 1964./65., 1965./66.

Prvenstvo Titogradskog podsaveza
- drugoplasirani: 1955./56. (Jug)

#### GOŠK-Jug
2. savezna liga
- drugoplasirani: 1987./88. (Zapad)

Hrvatska republička liga
- prvak: 1979./80.

## Pregled plasmana po sezonama
| sezona      | rang lige | liga                                           | dio             | poz.     | klubova u ligi | ut   | pob  | ner    | por  | gol+ | gol- | bod  | napomene                                         | izvori        |
| GOŠK        | GOŠK      | GOŠK                                           | GOŠK            | GOŠK     | GOŠK           | GOŠK | GOŠK | GOŠK   | GOŠK | GOŠK | GOŠK | GOŠK | GOŠK                                             | GOŠK          |
| ----------- | --------- | ---------------------------------------------- | --------------- | -------- | -------------- | ---- | ---- | ------ | ---- | ---- | ---- | ---- | ------------------------------------------------ | ------------- |
| 1955./56.   | III.      | Prvenstvo Titogradskog podsaveza – Južna grupa |                 | 2.       | 4              | 6    | 4    | 1      | 1    | 24   | 5    | 9    | Crnogorska liga                                  | [ 2 ] [ 3 ]   |
| 1956./57.   | II.       | II. B zona                                     |                 | 6.       | 10             | 18   | 7    | 3      | 8    | 37   | 32   | 17   |                                                  |               |
| 1957./58.   | II.       | II. B zona                                     |                 | 6.       | 10             | 18   | 7    | 3      | 8    | 31   | 40   | 17   |                                                  | [ 2 ] [ 4 ]   |
| 1958./59.   | III.      | III. zona BiH                                  |                 | 3.       | 9              | 16   | 7    | 3      | 6    | 32   | 30   | 17   | Mostarska zona                                   |               |
| 1959./60.   | III.      | III. zona BiH                                  |                 | 3.       | 12             | 22   | 10   | 8      | 4    | 49   | 27   | 28   | Mostarska zona                                   |               |
| 1960./61.   | III.      | III. zona BiH                                  |                 | 1.       | 12             | 22   | 15   | 4      | 2    | 53   | 19   | 34   | Mostarska zona                                   |               |
| 1961./62.   | III.      | Zonska liga Mostar                             |                 | 6.       | 12             | 22   | 8    | 4      | 10   | 42   | 39   | 20   | Mostarska zona, III. zona BiH, Hercegovačka zona |               |
| 1962./63.   | III.      | Hercegovačka zona                              |                 | 5.       | 12             | 22   | 12   | 2      | 8    | 53   | 21   | 26   | Mostarska zona                                   |               |
| 1963./64.   | III.      | Hercegovačka zona                              |                 | 3.       | 12             | 22   | 15   | 1      | 6    | 61   | 27   | 31   | Mostarska zona                                   |               |
| 1964./65.   | III.      | Hercegovačka zona                              |                 | 2.       | 12             | 22   | 16   | 4      | 2    | 68   | 29   | 36   | Mostarska zona                                   |               |
| 1965./66.   | III.      | Hercegovačka zona                              |                 | 2.       | 11             | 20   | 13   | 2      | 5    | 52   | 21   | 28   |                                                  |               |
| 1966./67.   | III.      | Hercegovačka zona                              |                 | 1.       | 10             | 18   | 15   | 2      | 1    | 56   | 10   | 32   | Mostarska zona                                   |               |
| 1967./68.   | III.      | Hercegovačka zona                              |                 | 1.       | 11             | 20   | 15   | 5      | 0    | 57   | 21   | 35   | Mostarska zona                                   |               |
| 1968./69.   | II.       | 2. savezna liga – Jug                          |                 | 11.      | 16             | 30   | 12   | 6      | 12   | 34   | 36   | 30   |                                                  |               |
| 1969./70.   | II.       | 2. savezna liga – Jug                          |                 | 4.       | 16             | 30   | 15   | 3      | 12   | 51   | 51   | 33   |                                                  |               |
| 1970./71.   | II.       | 2. savezna liga – Jug                          |                 | 11.      | 16             | 30   | 9    | 9      | 12   | 36   | 35   | 27   |                                                  |               |
| 1971./72.   | II.       | 2. savezna liga – Jug                          |                 | 3.       | 18             | 34   | 14   | 10     | 10   | 41   | 33   | 38   |                                                  |               |
| 1972./73.   | II.       | 2. savezna liga – Jug                          |                 | 10.      | 18             | 34   | 12   | 8      | 14   | 47   | 32   | 32   |                                                  |               |
| 1973./74.   | III.      | Hrvatska nogometna liga                        |                 | 13.      | 17             | 32   | 10   | 9      | 13   | 42   | 43   | 29   | Jedinstvena hrvatska nogometna liga              |               |
| 1974./75.   | III.      | Hrvatska nogometna liga                        |                 | 11.      | 18             | 34   | 10   | 11     | 13   | 39   | 44   | 31   | Jedinstvena hrvatska nogometna liga              |               |
| 1975./76.   | III.      | Hrvatska nogometna liga – Jug                  |                 | 6.       | 12             | 22   | 5    | 10     | 7    | 19   | 20   | 20   |                                                  |               |
| 1976./77.   | III.      | Hrvatska nogometna liga – Jug                  |                 | 4.       | 14             | 26   | 11   | 9      | 6    | 33   | 23   | 31   |                                                  |               |
| 1977./78.   | III.      | Hrvatska nogometna liga – Jug                  |                 | 4.       | 14             | 26   | 13   | 6      | 7    | 42   | 28   | 32   |                                                  |               |
| 1978./79.   | III.      | Hrvatska nogometna liga – Jug                  |                 | 4.       | 14             | 26   | 13   | 7      | 6    | 34   | 19   | 33   |                                                  |               |
| GOŠK-Jug    |           |                                                |                 |          |                |      |      |        |      |      |      |      |                                                  |               |
| 1979./80.   | III.      | Hrvatska nogometna liga                        |                 | 1.       | 16             | 30   | 15   | 7      | 8    | 43   | 20   | 37   |                                                  |               |
| 1980./81.   | II.       | 2. savezna liga – Zapad                        |                 | 14.      | 16             | 30   | 11   | 6      | 13   | 36   | 44   | 28   |                                                  | [ 5 ]         |
| 1981./82.   | II.       | 2. savezna liga – Zapad                        |                 | 11.      | 16             | 29   | 10   | 7      | 12   | 27   | 35   | 27   |                                                  | [ 6 ]         |
| 1982./83.   | II.       | 2. savezna liga – Zapad                        |                 | 6.       | 18             | 34   | 13   | 10     | 11   | 45   | 37   | 36   |                                                  | [ 7 ]         |
| 1983./84.   | II.       | 2. savezna liga – Zapad                        |                 | 5.       | 18             | 34   | 13   | 10     | 11   | 32   | 32   | 36   |                                                  | [ 8 ]         |
| 1984./85.   | II.       | 2. savezna liga – Zapad                        |                 | 9.       | 18             | 34   | 14   | 7      | 13   | 36   | 41   | 35   |                                                  |               |
| 1985./86.   | II.       | 2. savezna liga – Zapad                        |                 | 11.      | 18             | 34   | 12   | 8      | 14   | 31   | 35   | 32   |                                                  |               |
| 1986./87.   | II.       | 2. savezna liga – Zapad                        |                 | 4.       | 18             | 34   | 14   | 10     | 10   | 39   | 32   | 38   |                                                  |               |
| 1987./88.   | II.       | 2. savezna liga – Zapad                        |                 | 2.       | 18             | 34   | 17   | 10     | 7    | 45   | 33   | 34   |                                                  |               |
| 1988./89.   | II.       | 2. savezna liga                                |                 | 16.      | 20             | 38   | 12   | 10 (7) | 16   | 36   | 39   | 31   |                                                  | [ 9 ] [ 10 ]  |
| 1989./90.   | II.       | 2. savezna liga                                |                 | 10.      | 20             | 38   | 15   | 9 (6)  | 14   | 39   | 39   | 36   |                                                  | [ 11 ]        |
| 1990./91.   | II.       | 2. savezna liga                                |                 | 16.      | 19             | 36   | 14   | 6 (3)  | 16   | 31   | 41   | 31   |                                                  | [ 12 ] [ 10 ] |
|             |           |                                                |                 |          |                |      |      |        |      |      |      |      |                                                  |               |
| GOŠK 1919   |           |                                                |                 |          |                |      |      |        |      |      |      |      |                                                  |               |
| 1998./99.   | IV.       | 1. ŽNL Dubrovačko-neretvanska                  |                 | 1.       | 14             | 26   | 21   | 5      | 0    | 81   | 6    | 68   |                                                  |               |
| 1999./2000. | III.      | 3. HNL – Jug                                   |                 | 3.       | 16             | 29   | 16   | 8      | 5    | 44   | 20   | 56   |                                                  |               |
| 2000./01.   | III.      | 3. HNL – Jug                                   |                 | 1.       | 15             | 28   | 18   | 7      | 3    | 57   | 23   | 61   |                                                  |               |
| 2001./02.   | II.       | 2. HNL – Zapad-Jug                             |                 | 9.       | 16             | 30   | 11   | 8      | 11   | 26   | 37   | 41   |                                                  |               |
| 2002./03.   | II.       | 2. HNL – Zapad-Jug                             | Liga za ostanak | 1. (7)   | 6 (12)         | 32   | 12   | 6      | 14   | 36   | 40   | 42   | uključene sve utakmice iz prvog dijela           |               |
| 2003./04.   | II.       | 2. HNL – Jug                                   | Liga za ostanak | 5. (11.) | 6 (12)         | 32   | 9    | 10     | 13   | 33   | 48   | 37   | uključene sve utakmice iz prvog dijela           |               |
| 2004./05.   | II.       | 2. HNL – Jug                                   | Liga za ostanak | 5. (11.) | 6 (12)         | 32   | 9    | 7      | 16   | 30   | 50   | 34   | uključene sve utakmice iz prvog dijela           |               |
| GOŠK        |           |                                                |                 |          |                |      |      |        |      |      |      |      |                                                  |               |
| 2005./06.   | III.      | 3. HNL – Jug                                   |                 | 1.       | 18             | 34   | 20   | 10     | 4    | 54   | 26   | 70   |                                                  |               |
| 2006./07.   | III.      | 3. HNL – Jug                                   |                 | 13.      | 18             | 34   | 14   | 3      | 17   | 36   | 56   | 45   |                                                  |               |
| 2007./08.   | III.      | 3. HNL – Jug                                   |                 | 13.      | 18             | 34   | 13   | 2      | 19   | 43   | 57   | 41   |                                                  |               |
| 2008./09.   | III.      | 3. HNL – Jug                                   |                 | 6.       | 18             | 34   | 15   | 7      | 12   | 38   | 42   | 52   |                                                  |               |
| 2009./10.   | III.      | 3. HNL – Jug                                   |                 | 16.      | 17 (18)        | 32   | 10   | 4      | 18   | 33   | 66   | 34   |                                                  |               |
| 2010./11.   | III.      | 3. HNL – Jug                                   |                 | 16.      | 18             | 34   | 11   | 6      | 17   | 32   | 50   | 39   |                                                  |               |
| 2011./12.   | III.      | 3. HNL – Jug                                   |                 | 5.       | 18             | 34   | 15   | 5      | 14   | 40   | 39   | 50   |                                                  |               |
| 2012./13.   | III.      | 3. HNL – Jug                                   |                 | 3.       | 16             | 30   | 15   | 3      | 12   | 36   | 32   | 48   |                                                  |               |
| 2013./14.   | III.      | 3. HNL – Jug                                   |                 | 16.      | 18             | 34   | 10   | 9      | 15   | 31   | 42   | 39   |                                                  |               |
| 2014./15.   | III.      | 3. HNL – Jug                                   |                 | 18.      | 18             | 34   | 9    | 6      | 19   | 32   | 50   | 33   |                                                  |               |
|             |           |                                                |                 |          |                |      |      |        |      |      |      |      |                                                  |               |
|             |           |                                                |                 |          |                |      |      |        |      |      |      |      |                                                  |               |

## Suparništva
Najpoznatije je suparništvo s NK Konavljaninom. Ukupno su odigrali 266 susreta u kojima je uspješniji bio "GOŠK" sa 104 pobjede prema 90 Konavljaninovih, uz 72 neriješena rezultata. Ako se pogledaju samo utakmice u 3. HNL, onda je bolji "GOŠK" s 20 pobjeda u odnosu na 8 "Konavljaninovih" uz 15 neodlučenih rezultata. Od 60 prvenstva koja su se odigrala u sustavu jedne skupine 32 puta je "GOŠK" završio bolje plasiran (nisu uračunate sezone '80/81. i '82/83. koje je "Konavljanin" proveo u 1. županijskoj ligi).
1980-ih je bilo jako i suparništvo s Leotarom iz Trebinja.

## Škola nogometa
U klubu se jako ponose velikom tradicijom "stvaranja" mladih igrača. Brojna imena iznjedrena su u ovoj školi. Tako je i danas – više stotina djece polazi sve uzraste nogometaša – mlađi pioniri, stariji pioniri, kadeti i juniori.

## Poznati igrači
- Ivo Šeparović, igrao sredinom 1980-ih za vrijeme kad je GOŠK-Jug bio možda najjači klub na hrvatskom jugu

### Poznati igrači koji su ponikli u klubu
- Milan Petrović – Rico, igrao '80-ih, odakle je prešao u Hajduk.
- Marinko Kurtela – igrač Hajduka i Dinama, s Dinamom prvak Jugoslavije, član glasovite generacije 1982. godine.
- Mario Bonić – ponikao u klubu, kasnije napadač Dinama, Salzburga i nekoliko grčkih klubova gdje je i danas skaut.
- Darko Miladin – bivši igrač Hajduka za sezonu 1998./99. dobio nagradu navijača Hajdučko srce.
- Ahmet Brković – karijeru je započeo u rodnom Dubrovniku, da bi se preko Varteksa probio do engleske druge lige, prvo do Leyton Orienta zatim do Luton Towna te na posljetku do Milwalla.
- Srđan Lakić – bivši mladi reprezentativac Hrvatske; ponikao u klubu, junior Hajduka, prvi strijelac 2. HNL u Hrvatskom dragovoljcu, odlična sezona u Kamen Ingradu, zatim prelazak u Herthu Berlin, potom i u Kaiserslautern, Wolfsburg, Hoffenheim, Frankfurt.
- Dario Marinović – jedan od glavnih igrača hrvatske malonogometne reprezentacije.
- Emir Spahić – kapetan nogometne reprezentacije BiH i igrač Bayera iz Leverkusena.
- Adnan Aganović – u klubu odigrao 2 sezone, zatim igrač nekoliko hrvatskih klubova, međuostalim Varteksa i Istre 1961, te slovenskog Kopra, danas je član rumunjskog Brasova.
- Zoran Mamić
- Alen Peternac

## Statistika

### Najviše nastupa
- Boris Kumer 438
- Muharem Kočić 387
- Farid Bajramović 352
- Davor Nakić 326
- Ante Golijan 323
- Farid Avdić 300
- Miljenko Špero 299
- Pero Miladin 284
- Mato Beus 282
- Roko Dragošević 247
- Mario Marušić 244
- Mijo Jerković 233
- Marko Pehar 226
- Ahmet Dilberović 224
- Nikola Novaković 217
- Lovorko Kurtela 217
- Niko Serdarević 190
- Vladimir Zaer 186
- Antun Đuraš 178
- Mario Pasqualicio 177
- Pero Simonović 174
- Marinko Mikulandra 172
- Đuro Budman 165
- Veselin Zrilić 164
- Husein Zekić 158
- Ljudevit Matić 158
- Darko Miškić 149
- Mario Bonić 147
- Džemal Zekić 141
- Husnija Dilberović 138
- Zdenko Ivančić 136
- Zdenko Zelić 133
- Milan Petrović 131
- Nasuf Jaganjac 123
- Vijeko Raus 121
- Slavko Jović 119
- Ante Đakula 112
- Emir Hodžić 111
- Nikola Marjanović 109
- Ivica Zajc 102
- Jadran Lizatović 102

### Najbolji strijelci
- Husnija Dilberović – 140 pogodaka[13]
- Vladimir Zaer – 132 pogotka
- Miljenko Špero – 109 pogodaka
- Veselin Zrilić – 103 pogotka
- Davor Nakić – 99 pogodaka
- Slavko Miličić – 95 pogodaka
- Niko Serdarević – 84 pogotka
- Emir Rebac – 83 pogotka
- Boris Kumer – 83 pogotka
- Ante Golijan – 77 pogodaka
- Lovorko Kurtela – 72 pogotka
- Mijo Jerković – 66 pogodaka

## Vanjske poveznice
- Soccerway profil
- Slobodna Dalmacija Nogometni Dubrovnik opet živi osamdesete
- Glas Grada 100 godina dubrovačkog nogometa